# Col de Saxel
Le col de Saxel est un col routier situé dans les Alpes en France. À une altitude de 943 mètres, il se trouve en Auvergne-Rhône-Alpes, dans le département de la Haute-Savoie.

## Géographie
Dans un périmètre habité, le col se situe au nord du village sur le territoire de la commune de Saxel dans le massif du Chablais. Il est traversé par la route départementale 20 et la RD 50 y prend fin ainsi qu'une voie communale.

## Activités

### Cyclisme
Gravi depuis Bons-en-Chablais, le col est classé en 3e catégorie sur le parcours de la 5e étape du Critérium du Dauphiné libéré 2008.
Il est classé en 3e catégorie sur le parcours de la 14e étape du Tour de France 2023. Le Colombien Daniel Martínez passe en tête.
Il est emprunté par la RD 20 depuis Bons-en-Chablais sur 8 km avec une ascension de 4,7 % en moyenne, et depuis Boëge sur 4,9 km avec une ascension de 4,2 % en moyenne. D'autres possibilités et appréciations du parcours sont possibles, notamment vers le monastère de Bethléem des Voirons au sud-ouest par la RD 50.

### Randonnée
Une variante du sentier de grande randonnée Balcon du Léman y passe.